# Borja García Menéndez
Borja García Menéndez   (València, 15 de desembre de 1982) és un pilot d'automobilisme valencià. Va ser campió de Fórmula 3 el 2004, subcampió de les World Series by Renault de 2006 i vencedor del Campionat d'Espanya de velocitat en circuit - Turisme.